# 충국 (소부)
충국(充國, ? ~ ?)은 전한 중기의 관료이다. ‘충국’은 이름자로, 성씨는 알려져 있지 않다.

## 행적
태시 2년(기원전 95), 소부에 임명되었다.

## 출전
- 반고, 《한서》 권19하 백관공경표(百官公卿表) 下

| 전임 상관걸 | 전한의 소부 기원전 95년 ~ 기원전 92년? | 후임 공손유 |